# Raymond (Minnesota)
Raymond es una ciudad ubicada en el condado de Kandiyohi en el estado estadounidense de Minnesota. En el Censo de 2010 tenía una población de 764 habitantes y una densidad poblacional de 335,59 personas por km².

## Geografía
Raymond se encuentra ubicada en las coordenadas 45°1′5″N 95°14′10″O / 45.01806, -95.23611. Según la Oficina del Censo de los Estados Unidos, Raymond tiene una superficie total de 2.28 km², de la cual 2.28 km² corresponden a tierra firme y (0%) 0 km² es agua.

## Demografía
Según el censo de 2010, había 764 personas residiendo en Raymond. La densidad de población era de 335,59 hab./km². De los 764 habitantes, Raymond estaba compuesto por el 97.12% blancos, el 0.39% eran afroamericanos, el 0.13% eran amerindios, el 0% eran asiáticos, el 0% eran isleños del Pacífico, el 1.31% eran de otras razas y el 1.05% pertenecían a dos o más razas. Del total de la población el 4.71% eran hispanos o latinos de cualquier raza.